# Neuburg Peak
Der Neuburg Peak ist ein zerklüfteter und felsiger Berg von 1840 m Höhe im westantarktischen Queen Elizabeth Land. Er ragt 4 km östlich des Walker Peak im südwestlichen Dufek-Massiv der Pensacola Mountains auf.
Der United States Geological Survey kartierte ihn anhand eigener Vermessungen und mithilfe von Luftaufnahmen der United States Navy zwischen 1956 und 1966. Das Advisory Committee on Antarctic Names benannte ihn 1968 nach dem US-amerikanischen Glaziologen Hugo Alfred Carl Neuburg (1920–2010), der zu derjenigen auf der Ellsworth-Station stationierten Mannschaft gehört hatte, die im Dezember 1957 als erste das Dufek-Massiv erkundete.